# Jarmilky

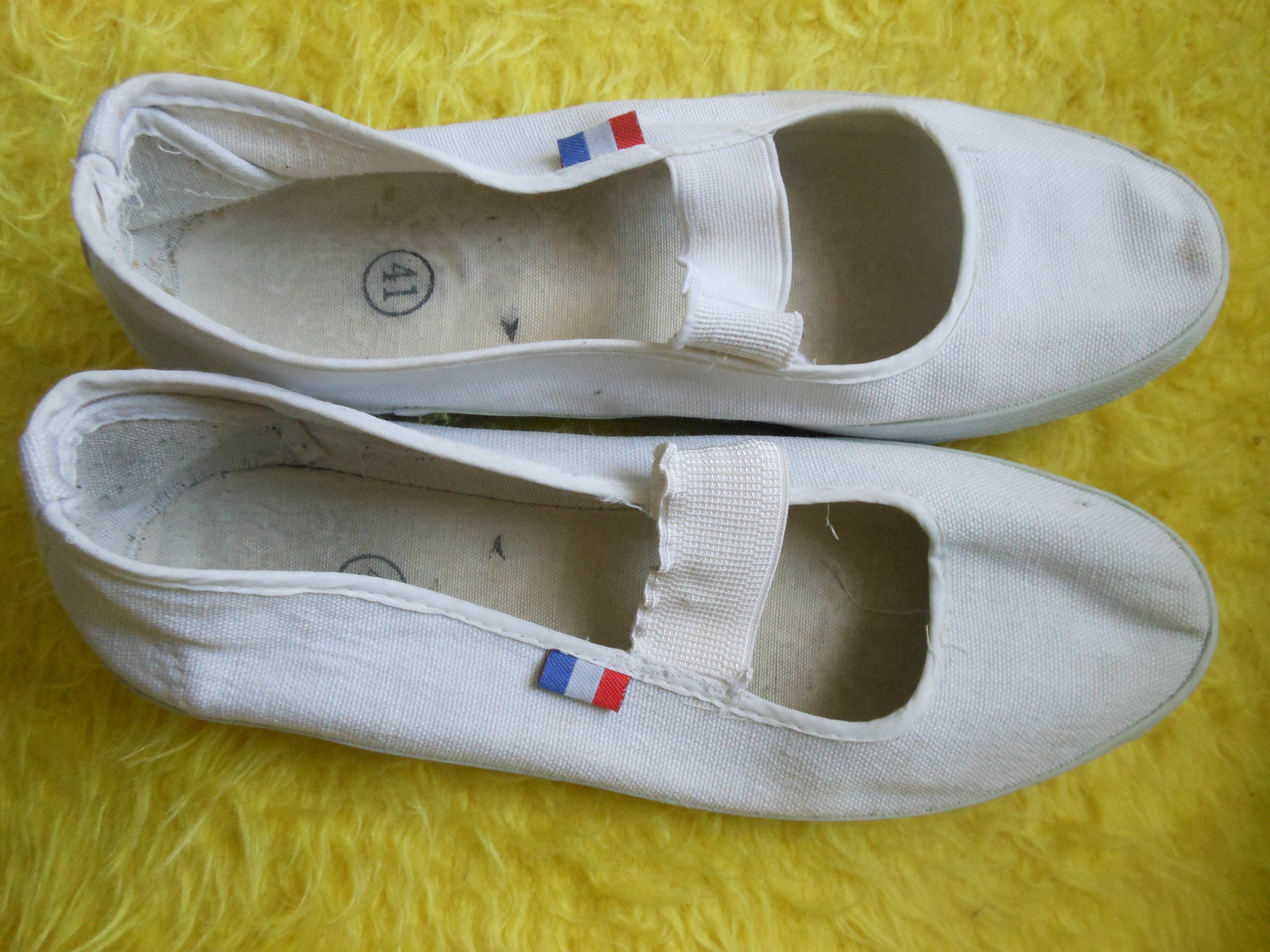
Jarmilky

Jarmilky je druh lehké sportovní obuvi, a to bílé plátěné cvičky s gumou přes nárt. Byly vyráběny v Československu a jejich výrobní název „Jarmila“ jim dal jejich jednoznačné jméno. Původně byly navrženy jako nedílná součást cvičebního kroje pro spartakiádu v roce 1965, proto se jim zpočátku říkalo také „spartakiádky“. Některé zdroje uvádí, že označení celého cvičebního kompletu se inspirovalo jménem manželky tehdejšího prezidenta Antonína Novotného, která se však jmenovala Božena.
Byly oblíbené pro svou nízkou cenu a široké pole využití. Zejména v době socialistické éry se jarmilky používaly jako typická dívčí obuv při tělocviku ve škole (jako součást cvičebního úboru), kromě toho ale mohly sloužit při různých sportovních turnajích jako klasická sportovní obuv. Také mohly být používány do vody, „na doma“ či do přírody. Vzhledem ke své kompletně bílé látce (později přibyla jen malá trikolorka) byly předmětem různého zdobení a pokreslování.